# Calcata
Calcata ist eine Gemeinde mit 909 Einwohnern (Stand 31. Dezember 2023) in der Provinz Viterbo in der italienischen Region Latium.

## Geographie
Calcata liegt 43 km nördlich von Rom und 51 km südöstlich von Viterbo.
Es liegt im vulkanischen Hügelland des südlichen Tuscien mit seinen tief eingeschnittenen Tälern, der historischen Landschaft der Falisker. Calcata besteht aus den Ortsteilen Calcata Nuova und dem mittelalterlichen Calcata Vecchia, das spektakulär auf einem Felssporn über dem steilen Trejatal liegt. Calcata ist Zentrum des Naturparks Valle del Treja.

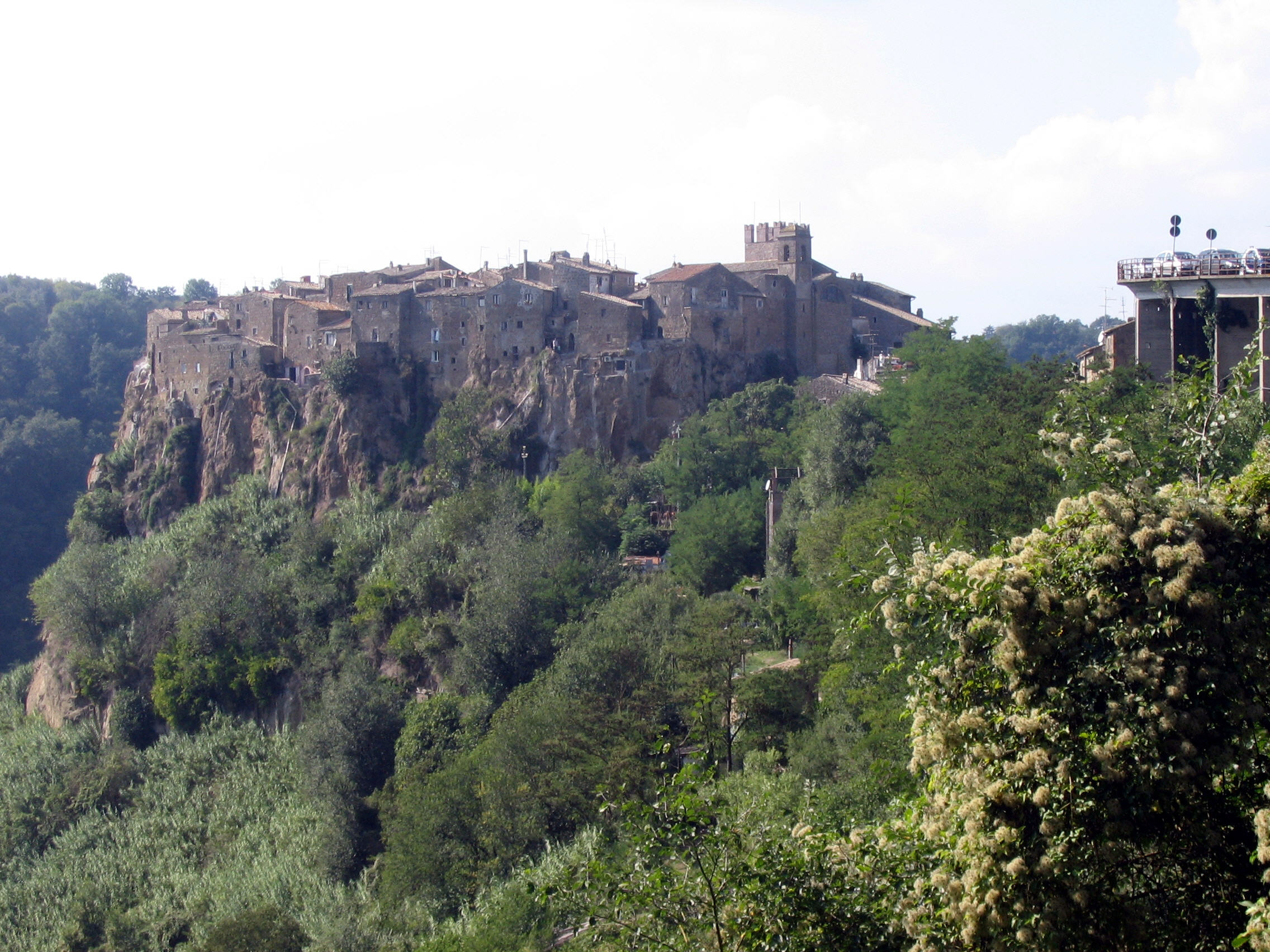
Blick auf das alte Dorf

Calcata ist über die Strada Stadale 2 Via Cassia, Abfahrt Sette Vene mit dem Fernstraßennetz verbunden.
Die Nachbargemeinden sind Faleria, Magliano Romano (RM), Mazzano Romano (RM) und Rignano Flaminio (RM)
Calcata trägt die Bandiera Arancione, ein Qualitätssiegel im Bereich Tourismus und Umwelt des TCI.

## Geschichte
Calcata wird zum ersten Mal in einem Dokument aus der Zeit von Papst Hadrian I. (772–795) erwähnt.
Es kam in den Besitz der Adelsfamilie der Anguillara, die im 13. Jahrhundert den Ort mit einer Stadtmauer umschlossen und das Castello Baronale errichteten.
1935 ordnete die Regierung die Evakuierung des Ortes an, da man die Erosion des Tuffsteinhügels auf dem der Ort erbaut ist befürchtete. In der Folge wurde östlich des alten Ortes der Gemeindeteil Calcata Nuova erbaut. Ab den 1970er Jahren wurde der alte Ortskern von Aussteigern neu bevölkert und entwickelte sich zu dem Künstlerdorf, das heute noch viele Touristen anzieht.
Die Geschichte von Calcata ist eng mit der Geschichte der Reliquie der Heiligen Vorhaut verbunden.

## Bevölkerungsentwicklung

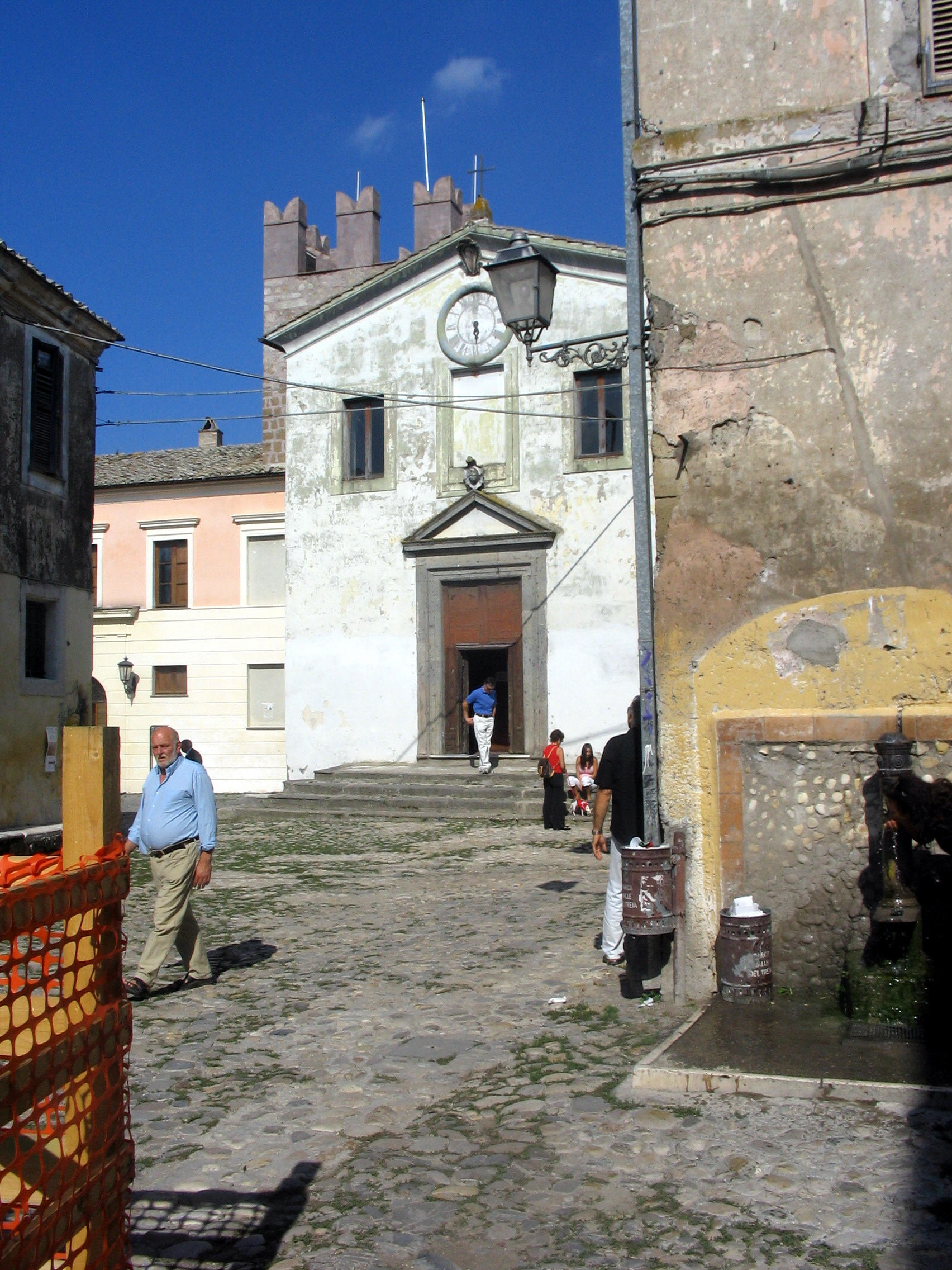
Dorfplatz mit Pfarrkirche

| Jahr      | 1871 | 1881 | 1901 | 1921 | 1936 | 1951 | 1971 | 1991 | 2001 |
| --------- | ---- | ---- | ---- | ---- | ---- | ---- | ---- | ---- | ---- |
| Einwohner | 508  | 559  | 851  | 864  | 836  | 753  | 585  | 886  | 846  |

Quelle: ISTAT

## Politik
Luciano Sestili (PdL) wurde im Juni 2004 zum Bürgermeister gewählt und im Juni 2009 im Amt bestätigt. Seine Mitte-rechts-Liste stellt auch mit 8 von 12 Sitzen die Mehrheit im Gemeinderat.

## Persönlichkeiten
- Paolo Portoghesi (1931–2023), italienischer Architekt und Hochschullehrer